# Eruption (deutsche Band)
Eruption war ein vom Joseph-Beuys-Schüler Conrad Schnitzler zwischen 1970 und 1972 in West-Berlin initiiertes Performance-Konzept. Schnitzler, der sich als „Intermedia-Künstler“ bezeichnete, wollte damit die Grenzen zwischen Musik, Bildender Kunst und Performance aufheben. Er wählte Eruption, englisch für Ausbruch, als Name.
Außer dem musikalischen Kern, zu dem neben Schnitzler auch Klaus Freudigmann und Wolfgang Seidel gehörten, spielten zahlreiche Musiker der deutschen Rockmusik, die man auch unter dem Stilbegriff Krautrock kannte, bei diesen Veranstaltungen mit, darunter Klaus Schulze von Tangerine Dream, Manuel Göttsching von Ash Ra Tempel, Dieter Serfas von Amon Düül und Lutz Ulbrich von Agitation Free. Die erste Eruption-Veranstaltung fand 1970 im Westberliner Prisma statt. Kurz darauf, Weihnachten 1970, wirkte bei der Performance im gerade eröffneten Quartier Latin die Peter Brötzmann Group.
In der Rückschau war Eruption ein Versuch, mehrere künstlerische Strömungen der 1960er Jahre zusammenzuführen: den Free Jazz, Fluxus und das Happening.

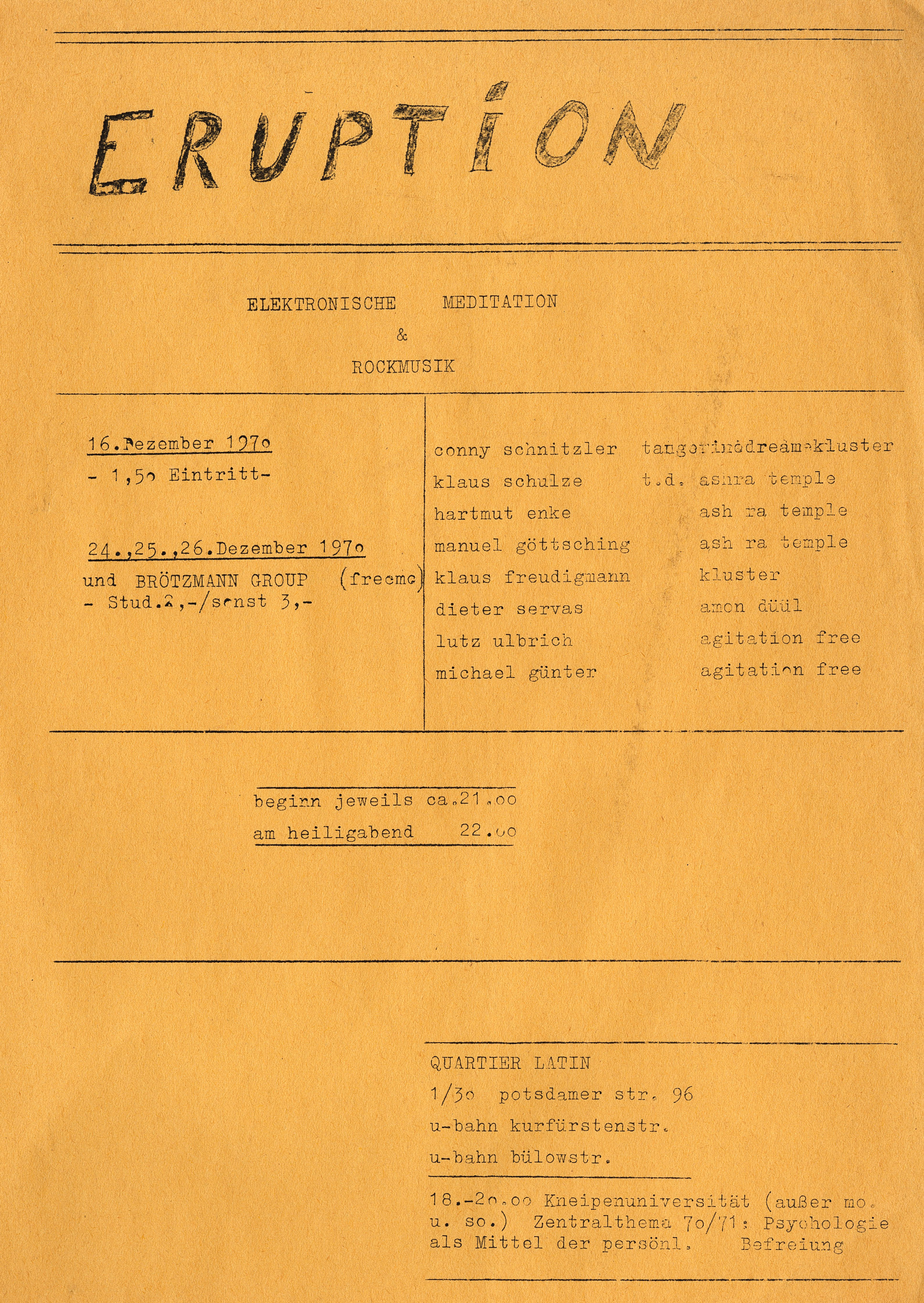
Eruption-Flyer zu einer Veranstaltung 1970
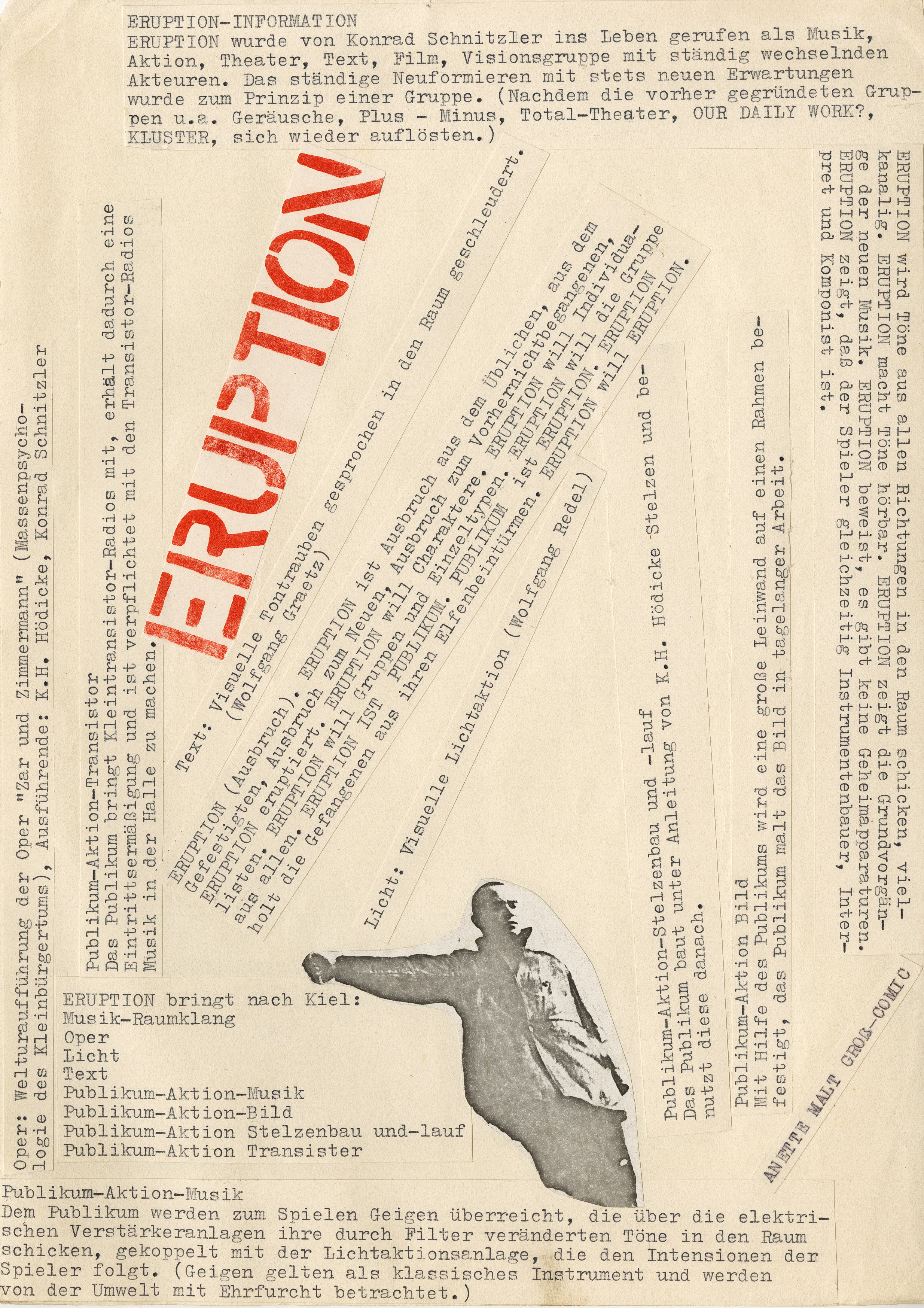
Eruption Konzeptionsblatt, ca. 1970